# Женская сборная Никарагуа по баскетболу
Женская сборная Никарагуа по баскетболу — национальная команда по баскетболу, представляющая Никарагуа на международных соревнованиях. Управляется Федерацией баскетбола Никарагуа.

## История
Женская сборная Никарагуа по баскетболу никогда не участвовала в летних Олимпийских играх, чемпионатах мира, чемпионатах Америки и Центробаскетах.
Никарагуанские баскетболистки дважды участвовали в чемпионате Центральноамериканской конфедерации баскетбола.
В 2004 году в Гватемале никарагуанки заняли последнее, 4-е место, проиграв сборным Гватемалы (31:98), Мексики (46:84) и Коста-Рики (35:74).
В 2015 году в Картаго на групповом этапе никарагуанские баскетболистки проиграли сборным Мексики (39:87), Панамы (69:80) и Гватемалы (29:78), заняв последнее, 4-е место в группе. В полуфинале за 5-7-е места сборная Никарагуа уступила Гондурасу (58:77) и заняла последнюю, 7-ю позицию.
В 2017 году участвовала в баскетбольном турнире Центральноамериканских игр в Манагуа, но не завоевала наград.

## Результаты

### Чемпионат Центральноамериканской конфедерации баскетбола
- 2004 — 4-е место
- 2015 — 7-е место

### Центральноамериканские игры
- 2017 — ?